# Liste der Naturdenkmale in Riesa
Die Liste der Naturdenkmale in Riesa nennt die Naturdenkmale in Riesa im sächsischen Landkreis Meißen.

## Definition
„Naturdenkmäler sind rechtsverbindlich festgesetzte Einzelschöpfungen der Natur oder entsprechende Flächen bis zu fünf Hektar, deren besonderer Schutz erforderlich ist
1. aus wissenschaftlichen, naturgeschichtlichen oder landeskundlichen Gründen oder
2. wegen ihrer Seltenheit, Eigenart oder Schönheit.“

„§ 18 – Naturdenkmäler – (zu § 28 BNatSchG)
(1) Die Erklärung nach § 22 Abs. 1 BNatSchG von Teilen von Natur und Landschaft als Naturdenkmal erfolgt durch Rechtsverordnung oder Einzelanordnung.
(2) Über § 28 Abs. 1 BNatSchG hinaus können Naturdenkmäler zur Sicherung von Lebensgemeinschaften oder Lebensstätten von im Bestand gefährdeten oder streng geschützten Arten festgesetzt werden.“

## Liste
Diese Auflistung unterscheidet zwischen Flächennaturdenkmalen (FND) mit einer Fläche bis zu 5 ha (bei Verordnung nach DDR-Recht auch mehr) und Einzel-Naturdenkmalen (ND).
Link zu einem Kartenansichtstool, um Koordinaten zu setzen.
| Bild                          | Bezeichnung                        | Lage                                           | Beschreibung                                       | Datum | Nummer |
| ----------------------------- | ---------------------------------- | ---------------------------------------------- | -------------------------------------------------- | ----- | ------ |
| mehr Fotos \| Fotos hochladen | Stieleiche am Kellerberg           | Canitz (51° 18′ 26,7″ N, 13° 13′ 5,3″ O)       |                                                    |       | RG 029 |
| BW                            | Stieleiche bei Gostewitz           | Gostewitz (51° 16′ 7,8″ N, 13° 18′ 34,3″ O)    |                                                    |       | RG 563 |
| mehr Fotos \| Fotos hochladen | Winterlinde an der Keppritzbrücke  | Gostewitz (51° 16′ 3″ N, 13° 18′ 14″ O)        | Die Lutherlinde in Gostewitz wurde 1846 gepflanzt. |       | RG 048 |
| mehr Fotos \| Fotos hochladen | Ginkgo im Schlosspark Jahnishausen | Jahnishausen (51° 16′ 28,9″ N, 13° 17′ 9,7″ O) | Nationalerbe-Baum                                  |       | RG 046 |
| mehr Fotos \| Fotos hochladen | 2 Schwarzpappeln am Hafen          | Riesa (51° 19′ 16″ N, 13° 17′ 21″ O)           |                                                    |       | RG 020 |
| mehr Fotos \| Fotos hochladen | Schwarzpappel im Stadtpark         | Riesa (51° 17′ 11,4″ N, 13° 18′ 51,4″ O)       |                                                    |       | RG 107 |